# 文恭
文恭（？年—？年），字仲寶，益州梓潼人，蜀漢前期官吏，曾任丞相參軍、治中從事等職。

## 評價
- 廖立：『凡俗之人耳』、『恭作治中無綱紀』